# Union pour la Savoie
Pour les articles homonymes, voir UPS.
L'Union pour la Savoie (UPS), est une forme d'association politique locale, propre au département de la Savoie, créée en 1983. Cette union comprend de nombreux élus appartenant soit à un grand parti politique national tel que l'UMP ou l'UDF, soit des élus sans étiquettes dont la sensibilité politique est surtout de droite ou du centre.
Il s'agit là d'une particularité de la Savoie dans son fonctionnement politique, née avant tout, d'un coalition majoritaire.

## Un particularisme local historique
À partir des années 1950, des accords ponctuels, locaux, s'organisent au sein de la droite. Alors que la gauche a déjà une tradition d'alliance au premier tour ou de désistement, la droite savoyarde était divisée, permettant même l'élection de députés communistes. Le scrutin majoritaire instauré en 1958 - qui entraîne la fin du MRP, vision d'un centre autonome - oblige à des alliances pour être majoritaire. Le scrutin par circonscription va permettre à l'échelle départementale d'éviter des concurrences fratricides ; le gaulliste Pierre Dumas, le républicain Jean Delachenal et le centriste, et déjà ministre, Joseph Fontanet se présentent ainsi dans trois circonscriptions distinctes ; jusqu'en 1973, ils seront réélus, le plus souvent au premier tour.

## Création d'une union politique
L'Union pour la Savoie fut créée en 1982 par Jean Blanc et Michel Barnier. L'objectif de cette union, qui n'est autre qu'une coalition majoritaire, était de reprendre à la Gauche le Conseil général de la Savoie, le RPR et l'UDF ont créé ainsi une entente politique destinée à éviter des triangulaires lors des élections cantonales. Sous l'égide des Présidents départementaux du RPR, le député Michel Barnier, et de l'UDF, le sénateur-maire de La Ravoire Jean Blanc, les investitures aux cantonales sont distribuées à des candidats de droite et du centre.

## Remise en cause de l'UPS
La création du MoDem puis la volonté du Nouveau Centre et du Parti radical de s'affirmer comme successeurs de l'UDF conduisent à la création de l'Alliance pour un centre indépendant, qui présente des candidats face à ceux investis par l'UPS dans une dizaine de cantons lors des élections cantonales de 2011.
De 2011 à 2015, l'UPS rassemble 12 conseillers sur les 37.

## J'aime la Savoiedepuis 2015
À l'occasion des élections départementales de 2015, la nouvelle majorité départementale a décidé de s’engager sous cette bannière pour la mandature 2015-2021,. Cette nouvelle majorité rassemble alors 30 élus sur 38. La présidente du groupe J'aime la Savoie est actuellement Nathalie Schmitt, conseillère départementale du canton d'Aix-les-Bains-1.
Trente élus composent le groupe J’aime la Savoie : 
- Jocelyne Abondance
- Gaston Athaud-Berthet
- Marie-Claire Barbier
- Renaud Beretti
- Martine Berthet
- Luc Berthoud
- Brigitte Bochaton
- Michel Bouvard
- Frédéric Bret
- Christiane Brunet
- Pierre-Marie Charvoz
- Monique Chevallier
- Annick Cressens
- Christelle Favetta-Sieyes
- Marina Ferrari
- Nathalie Fontaine
- Hervé Gaymard
- Claude Giroud
- Christian Grange
- Gilbert Guigue
- Rozenn Hars
- Nathalie Laumonnier
- Franck Lombard
- Lionel Mithieux
- Auguste Picollet
- Vincent Rolland
- Nathalie Schmitt
- Olivier Thévenet
- Cécile Utille-Grand
- Corine Wolff

## La Savoie nous unitdepuis 2021
Lors des élections départementales de 2021, la majorité sortante se présente au nom de « La Savoie nous unit » et remporte 28 sièges sur 38, soit deux de moins qu'en 2015. À l'issue du scrutin, cette union forme le groupe majoritaire au sein du conseil départemental. Actuellement, le groupe est présidé par Florian Maitre, conseiller départemental du canton d'Aix-les-Bains-1.
Les vingt-huit élus qui le composent sont : 
- Marie-Claire Barbier
- Renaud Beretti
- Martine Berthet
- Luc Berthoud
- Fabienne Blanc-Tailleur
- Brigitte Bochaton
- Christiane Brunet
- Aloïs Chassot
- Annick Cressens
- Karine Dubouchet-Revol
- Nathalie Fontaine
- Nathalie Furbeyre
- Hervé Gaymard
- Alexandre Gennaro
- Christian Grange
- Gilbert Guigue
- Franck Lombard
- Florian Maitre
- François Moiroud
- Auguste Picollet
- Patrick Provost
- Josette Rémy
- Vincent Rolland
- Nathalie Schmitt
- Olivier Thévenet
- Cécile Utille-Grand
- Sophie Verney
- Corine Wolff

## Siège et organisation

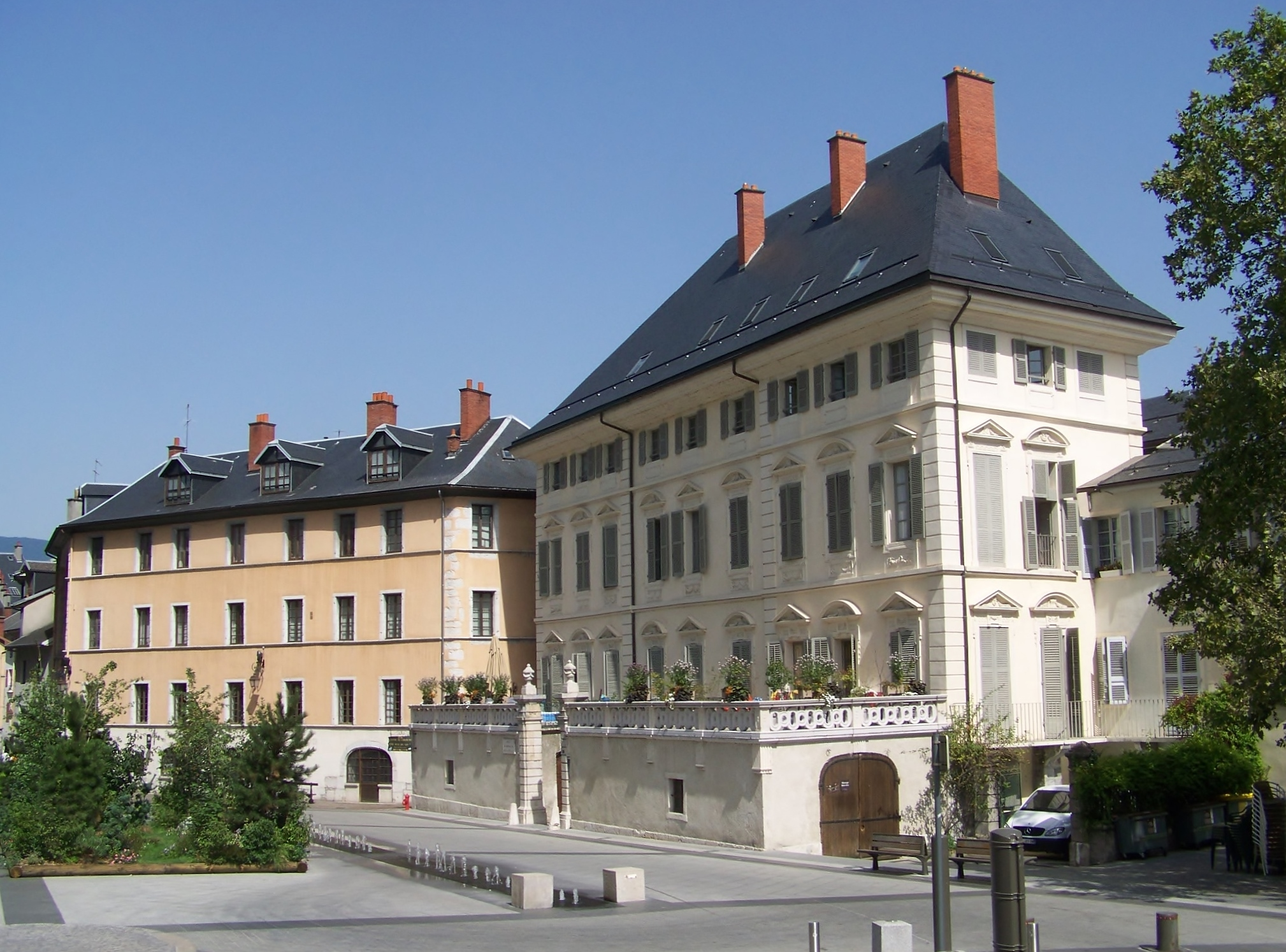
l'Hôtel de Monfalcon, siège du parti

Le siège du parti est à l'Hôtel de Monfalcon, Place du Château des ducs de Savoie à Chambéry.

## Personnalités politiques
Liste non exhaustive de personnalités politiques ayant adhéré à l'UPS, classées par ordre alphabétique :
- Michel Barnier
- Jean Blanc
- Michel Bouvard
- Dominique Dord
- Hervé Gaymard
- Jean-Pierre Vial